# Région de Hanovre
La Région de Hanovre (allemand : Region Hannover) est une circonscription administrative et collectivité territoriale du Land allemand de la Basse-Saxe. Elle appartient à l'échelon des arrondissements (allemand : "Landkreise"), mais bénéficie d'un statut particulier. Elle englobe la capitale de la Basse-Saxe, Hanovre, et les communes environnantes. La ville de Hanovre, qui est le chef-lieu de la Région, retient pourtant une partie des compétences d'une ville-arrondissement.

## Institutions
L'organisation interne de la région de Hanovre est équivalente de celle d'un arrondissement de la Basse-Saxe, les appellations des organes étant pourtant différentes. Le chef de l'éxécutif de la région, élu à suffrage universel direct et équivalent au Landrat d'un arrondissement ordinaire, s'appelle Regionspräsident (président régional), l'assemblée délibérante élue à suffrage universel, équivalente au Kreistag d'un arrondissement ordinaire, s'appelle Regionsversammlung (assemblée régionale), et le comité restreint de cette assemblée, équivalent au Kreisausschuss, s'appelle Regionsausschuss.

## Villes et communes
ville ou commune (population en 2006)
- Barsinghausen, ville (34 084)
- Burgdorf, ville (30 002)
- Burgwedel, ville (20 517)
- Garbsen, ville (62 554)
- Gehrden, ville (14 661)
- Hanovre, (Hannover), ville préfecture (532 800 en 2016)
- Hemmingen, ville (18 540)
- Isernhagen (22 933)
- Laatzen, ville (40 131)
- Langenhagen, ville (51 672)
- Lehrte, ville (43 624)
- Neustadt am Rübenberge, ville (45 485)
- Pattensen, ville (13 946)
- Ronnenberg, ville (23 204)
- Seelze, ville (33 000)
- Sehnde, ville (22 830)
- Springe, ville (29 566)
- Uetze (20 313)
- Wedemark (29 197)
- Wennigsen (14 125)
- Wunstorf, ville (41 586)

## Histoire
La Région de Hanovre fut formée par la Loi sur la Région de Hanovre (Gesetz über die Region Hannover) du 5 juin 2001, entrée en vigueur le 1 novembre 2001, et plus tard intégrée dans la nouvelle Loi sur les collectivités locales de la Basse-Saxe (Niedersächsisches Kommunalverfassungsgesetz) de 2010.
Jusqu'à cette date, le territoire de l'actuelle Région de Hanovre était divisé en deux collectivités différentes du niveau d'arrondissement, la ville de Hanovre jouissant du statut d'une ville-arrondissement (kreisfreie Stadt) à plein droit et l'Arrondissement de Hanovre (Landkreis Hannover), regroupant les communes des alentours de la ville. Les deux étaient joints dans le Kommunalverband Großraum Hannover (Syndicat intercommunal de la région de Hanovre), une sorte de syndicat à propos multiples. Selon la loi de 2001, la Région de Hanovre formerait désormais une nouvelle collectivité territoriale, remplaçant à la foi l'ancien Arrondissement de Hanovre et l'antérieur syndicat. La ville de Hanovre conserverait cependant une partie des compétences d'une ville-arrondissement, étant subordonnée à la Région de Hanovre seulement dans les cas ou cela serait explicitement prévu par la loi citée où par une autre loi.